# دار عبادة

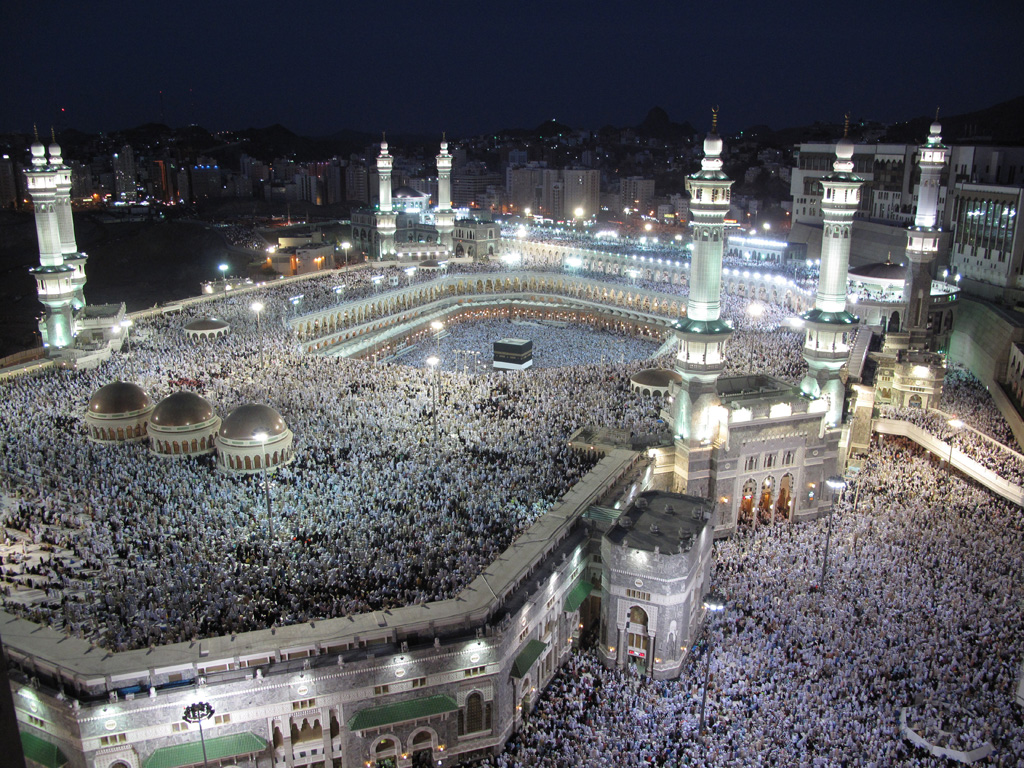
المسجد الحرام من أقدس المساجد عند المسلمين

دار العبادة (ج. دور العبادة) هو مبنى أو مساحة مخصصة لأداء العبادة، حيث يأتي شخص أو مجموعة من الأشخاص لأداء طقس أو طقوس دينية.